# Langrigg and Mealrigg
Langrigg and Mealrigg var en civil parish 1866–1934 när det uppgick i Bromfield, i grevskapet Cumberland (nu Cumbria) i England. Civil parish var belägen 11 km från Wigton och hade 215 invånare år 1931.